# 307-й дисциплінарний батальйон ВСП (Україна)
307-й окремий дисциплінарний батальйон або 307 дисбат (307 ОДисБ, в/ч А0488) — окрема військова частина, дисциплінарний батальйон Військової служби правопорядку де відбувають кримінальне покарання військовослужбовці, лише за злочини, що скоїли під час служби. Призначена для відбування покарання у вигляді тримання в батальйоні на термін від 6 до 24 місяців, має за мету виправлення, перевиховання та запобігання вчиненню ними нових злочинів.
Батальйон безпосередньо підпорядковується начальнику Центрального управління ВСП (по м. Києву і Київській області) — військовому коменданту.

## Історія
Дисциплінарний батальйон Військової служби правопорядку створений в Київському військовому округу згідно директиви Головного штабу Сухопутних військ Збройних Сил СРСР від 3 вересня 1958 року як 31 окрема дисциплінарна рота. В зв'язку з ростом злочинності у військах округу директивою від 12 вересня 1986 року роту переформовано в окремий дисциплінарний батальйон.
В червні 2003 року батальйон включено до складу Військової служби правопорядку України.

## Структура
- управління (в тому числі штаб)
- рота охорони
- дисциплінарна рота
- медичний пункт

## Командування
Командир
- підполковник Пекніч Віктор (2015)[4]
- Майкут Олександр Теодорович (201? — 2017)[5]
- Лук'янов Юрій Анатолійович (2017 — т.ч.)[6]